# لو ياو
لو ياو (26 يونيو 1993 في الصين - ) هو لاعب كرة قدم صيني في مركز الوسط. لعب مع نادي هينان جيانيي وShandong Tengding F.C. ‏ وSichuan Leaders F.C. ‏.

## وصلات خارجية
- لو ياو على موقع قاعدة بيانات كرة القدم.إي يو (الإنجليزية)
- لو ياو على موقع Soccerway.com (الإنجليزية)